# Auditorium
Auditorium. Tygodnik Akademicki – bezpłatna gazeta studencka, ukazywała się na warszawskich uczelniach od początku 1993. Inicjatorem i pierwszym redaktorem naczelnym był Jarosław Włodarczyk. Pierwsze numery gazety liczyły 8 stron, a nakład wynosił 10 000 egz.
Z inicjatywy Tygodnika postawiono Pomnik Studenta. W „Auditorium” swoją karierę rozpoczynali m.in. Piotr Kraśko, Marcin Lewicki, Tomasz Mazur, Marcin Palade, Justyna Pochanke, Rafał Porzeziński, Tomasz Sommer, Paweł Tymiński.